# Jan Olde Riekerink
Jan Olde Riekerink (Hengelo, 22 februari 1963) is een Nederlands voetbalcoach en voormalig voetballer. 

## Spelerscarrière
Olde Riekerink speelde in de jeugd bij VV Zwijndrecht en Sparta Rotterdam, terwijl hij studeerde aan de Haagse Academie voor Lichamelijke Opvoeding. Op 23-jarige leeftijd leek zijn contract bij Sparta niet verlengd te worden, maar nadat eerst zijn broer Edwin Olde Riekerink vertrok naar FC Groningen en vervolgens ook Danny Blind nog verkocht werd aan AFC Ajax, vond de club toch nog ruimte hem een contract aan te bieden. Hetzelfde jaar debuteerde hij vervolgens, onder trainer Barry Hughes, in de wedstrijd tegen PSV. Na vijf jaar onder contract te hebben gestaan bij de Rotterdamse club verkaste hij naar FC Dordrecht in de eerste divisie. Een jaar later volgde Telstar. In 1993 sloot hij zijn carrière als voetballer af. 

## Trainersloopbaan
Jan Olde Riekerink bleef actief in het voetbal en in 1995 werd hij jeugdtrainer bij AFC Ajax. Hij trainde verschillende jeugdteams op De Toekomst alvorens hoofdtrainer te worden van Jong Ajax. Hiermee werd Olde Riekerink Nederlands kampioen bij de beloften. In het daaropvolgende seizoen 2001-02 prolongeerde Jong Ajax het kampioenschap. Tevens zorgden Olde Riekerink en Jong Ajax voor een stunt door als tweede elftal door te dringen tot de halve finale van de KNVB Beker. Hierin was FC Utrecht echter na strafschoppen te sterk. Na afloop van het seizoen werd Olde Riekerink trainer van het Belgische AA Gent. 
Na een aantal jaar bij respectievelijk AA Gent, FC Emmen, FC Porto en Metallurg Donetsk keerde hij in 2007 terug in Amsterdam als hoofd van de jeugdopleiding. Hij volgde daarmee John van den Brom op. Dit bleef hij tot 2011, waarna hij werd opgevolgd door Wim Jonk als gevolg van de fluwelen revolutie onder aanvoering van Johan Cruijff.
Hierna kreeg hij in China de leiding over het jeugdvoetbal en ging ook het olympisch elftal coachen.
Olde Riekerink werd op 17 februari 2016 aangesteld bij Galatasaray SK, als hoofd jeugdopleiding. Nadat de club op 16 maart 2016 coach Mustafa Denizli ontsloeg, nam Olde Riekerink zijn functie voor de rest van het seizoen op interim-basis over. Hij eindigde met Galatasaray op de zesde plaats in de Süper Lig, maar won op 26 mei 2016 wel de Turkse nationale beker met de club door in de finale Fenerbahce SK met 1-0 te verslaan. Dit was voor Olde Riekerink zijn eerste prijs als hoofdtrainer op het hoogste niveau. Galatasaray benoemde hem in juni 2016 definitief tot hoofdcoach. Dit bleef hij tot hij in februari 2017 werd ontslagen. Galatasaray stond op dat moment derde in de Süper Lig. Hij werd opgevolgd door de Kroaat Igor Tudor. Olde Riekerink ging 2018 naar SC Heerenveen, waar hij een tweejarig contract tekende. Olde Riekerink won bij zijn officiële debuut voor de Friezen met 2-3 van PEC Zwolle. Echter werd hij bij SC Heerenveen op 10 april 2019 al op non-actief gezet.
In november 2019 werd Olde Riekerink aangesteld als hoofdtrainer van het Zuid-Afrikaanse Cape Town City als opvolger van Benni McCarthy. In mei 2021 werd zijn contract ontbonden. Medio 2021 werd hij aangesteld als algemeen directeur bij het Turkse İskenderunspor.

## Erelijst als trainer
Met  Jong Ajax
- Beloften Eredivisie: 2000/01, 2001/02

Met  Galatasaray SK
- Turkse voetbalbeker: 2015/16
- Turkse supercup: 2016